# Radulphius boraceia
Radulphius boraceia is een spinnensoort uit de familie van de Cheiracanthiidae.
De wetenschappelijke naam van de soort werd in 1995 gepubliceerd door Alexandre Bragio Bonaldo & Erica Helena Buckup.